# 拉索马尼亚斯
拉索马尼亚斯，是西班牙卡斯蒂利亚-莱昂莱昂省的一个市镇。 总面积33平方公里，总人口420人（001年），人口密度13人/平方公里。